# Жоинвили (микрорегион)

Жоинвилли на карте.

Жоинвилли (порт. Microrregião de Joinville) — микрорегион в Бразилии, входит в штат Санта-Катарина. Составная часть мезорегиона Север штата Санта-Катарина. 
Население составляет 	842 709	 человек (на 2010 год). Площадь — 	4 609,681	 км². Плотность населения — 	182,81	 чел./км².

## Демография
Согласно сведениям, собранным в ходе переписи 2010 г. Национальным институтом географии и статистики (IBGE), население микрорегиона составляет:						
| Полное население                             | Полное население                             | Полное население                             | Полное население                             | 842 709 |
| -------------------------------------------- | -------------------------------------------- | -------------------------------------------- | -------------------------------------------- | ------- |
| в том числе:                                 | Городское население                          | 787 175                                      | Процент городского населения, %              | 93,41   |
|                                              | Сельское население                           | 55 534                                       | Процент сельского населения, %               | 6,59    |
|                                              | Мужское население                            | 420 638                                      | Процент мужского населения, %                | 49,91   |
|                                              | Женское население                            | 422 071                                      | Процент женского населения, %                | 50,09   |
| Плотность населения, чел/км²                 | Плотность населения, чел/км²                 | Плотность населения, чел/км²                 | Плотность населения, чел/км²                 | 182,81  |
| Население микрорегиона в % к населению штата | Население микрорегиона в % к населению штата | Население микрорегиона в % к населению штата | Население микрорегиона в % к населению штата | 13,49   |

## Статистика
- Валовой внутренний продукт на 2003 составляет 11 289 632 436,00 реалов (данные: Бразильский институт географии и статистики).
- Валовой внутренний продукт на душу населения на 2003 составляет 15 275,29 реалов (данные: Бразильский институт географии и статистики).
- Индекс развития человеческого потенциала на 2000 составляет 0,846 (данные: Программа развития ООН).

## Состав микрорегиона
В составе микрорегиона включены следующие муниципалитеты:
1. Аракуари
2. Балнеариу-Барра-ду-Сул
3. Корупа
4. Гарува
5. Гуарамирин
6. Итапоа
7. Жарагуа-ду-Сул
8. Жоинвили
9. Масарандуба
10. Шрёдер
11. Сан-Франсиску-ду-Сул